# Цэрану, Анатолий Михайлович
Анатолий Михайлович Цэрану (Царан) (рум. Anatol Țăranu; род. 19 октября 1951, Кишинёв, Молдавская ССР, СССР) — молдавский государственный и политический деятель, дипломат, историк и журналист. Кандидат исторических наук (1986).
Чрезвычайный и полномочный посол Республики Молдова в Российской Федерации (1993—1994). Депутат Парламента Республики Молдова I, V созывов (1990—1993, 2005—2009).

## Биография
Родился 19 октября 1951 года в Кишинёве.

### Образование
В 1978 году окончил Кишинёвский государственный университет имени В. И. Ленина.
Кандидат исторических наук (1986). В Институте истории имени Я. С. Гросула Академии наук Молдавской ССР защитил диссертацию на тему: Совершенствование трудовой сферы социалистического образа жизни в 60-х — начале 80-х гг.: на материалах Молдавской ССР.

### Трудовая деятельность
С 1968 по 1976 работал на кишинёвском заводе «Виброприбор».
С 1976 по 1981 — учитель средней школы в Кишинёве.
С 1981 по 1990 являлся научным сотрудником Института истории имени Я. С. Гросула Академии наук Молдавской ССР.
С 3 сентября 1990 по 1993 — депутат парламента Республики Молдова I созыва от Теленештского избирательного округа. Председатель Комиссии по государственной безопасности и по военным вопросам Парламента Республики Молдова с 11 июня 1992 по 10 июня 1993.
Был главным экспертом кишинёвской стороны во время переговоров с лидерами приднестровского конфликта.
С 1993 по 1994 — чрезвычайный и полномочный посол Республики Молдова в Российской Федерации.
С 4 февраля 1997 по 5 июня 1998 — советник президента Республики Молдова по особым поручениям.
На III съезде Социал-демократической партии 25–26 февраля 1995 был избран главой партии.
С 6 марта 2005 по 5 апреля 2009 — депутат парламента Республики Молдова V созыва. Член Комиссии по культуре, науке, образованию, молодежи, спорту и средствам массовой информации.
После парламентских выборов 2005 года Цэрану был исключён из партийного альянса «Наша Молдова». 16 декабря 2006 года Цэрану стал заместителем председателя Национал-либеральной партии, покинул партию в ноябре 2008 года по причине не согласия с решением партии баллотироваться в парламент в 2009 году совместно с движением «Европейское действие».

## Семья
Женат, супруга — Людмила Лазэр, дети — сыновья Теодор (убит в 2018) и Кристиан, дочь Габриэла.

## Награды
- Медаль «За гражданские заслуги» (22 августа 1996) — в связи с пятой годовщиной принятия Декларации о независимости Республики Молдова и в знак признания существенного вклада в провозглашение Республики Молдова суверенным, независимым и демократическим государством[9]
- Орден Республики (26 августа 2011) — по случаю 20-й годовщины со дня провозглашения независимости Республики Молдова и в знак глубокого признания особого вклада в утверждение государственности Республики Молдова[10]